# Gourkovo (Stara Zagora)
Pour les articles homonymes, voir Gourkovo.
Gourkovo (bulgare : Гурково), est une petite ville dans l'oblast de Stara Zagora.